# Вовківка (Полтавський район)
Вовкі́вка — село в Україні, у Драбинівській сільській громаді Полтавської області. Населення становить 166 осіб. До 2017 орган місцевого самоврядування — Драбинівська сільська рада.

## Географія
Село Вовківка знаходиться у одного з витоків річки Маячка, між селами Драбинівка і Довга Пустош (1,5 км).

## Населення

### Мова
Розподіл населення за рідною мовою за даними перепису 2001 року:
| Мова       | Кількість | Відсоток |
| ---------- | --------- | -------- |
| українська | 158       | 95.18%   |
| російська  | 7         | 4.22%    |
| угорська   | 1         | 0.60%    |
| Усього     | 166       | 100%     |

## Історія
12 червня 2020 року, відповідно до розпорядження Кабінету Міністрів України № 721-р «Про визначення адміністративних центрів та затвердження територій територіальних громад Полтавської області», село увійшло до складу Драбинівської сільської громади[1].
19 липня 2020 року, в результаті адміністративно - територіальної реформи та ліквідації  Новосанжарського району, село увійшло до складу новоутвореного Полтавського району[2].